# Karel Camrda
Karel Camrda, född den 26 oktober 1964 i Tábor, är en tjeckisk, till och med 1992 tjeckoslovakisk, tidigare crosscyklist. som var amatör fram till och med 1989 varefter han blev professionell Som amatör blev han världsmästare 1988 och som professionell tog han ett VM-silver 1992.
Camrda utsågs till Král cyklistiky ("Cykelkung") 1992 av det tjeckoslovakiska cykelförbundet. Hans yngre bror, Pavel Camrda (född 1968), var också crosscyklist och deltog därtill i mountainbike vid Olympiska spelen i Atlanta 1996 (33:e plats).

## Meriter – cykelcross
Världsmästerskapen och de tjeckoslovakiska (1993 tjeckiska) mästerskapen hölls i januari–februari. Superprestige är en serie av olika deltävlingar (öppna för såväl amatörer som professionella) som löper under cykelcross-säsongen.
|                     | Amatör    | Amatör    | Professionell | Professionell | Professionell | Professionell |
| SäsongTävling       | 1987 1988 | 1988 1989 | 1989 1990     | 1990 1991     | 1991 1992     | 1992 1993     |
| ------------------- | --------- | --------- | ------------- | ------------- | ------------- | ------------- |
| Världsmästerskapen  |           | 25        | 8             | 11            |               | 27            |
| Nationsmästerskapen |           |           | ?             |               | ?             | ?             |
| Superprestige       | 25        | 15        | 22            | 9             | 13            | 27            |
| UCI:s världsranking | X         | X         | X             | X             | X             | 44            |

X = Ej införd      ? = Okänt deltagande/placering (ej i top-3).